# فريدريك ولز
فريدريك ولز (بالإنجليزية: Frederick Wells)‏ (1 يوليو 1796 في المملكة المتحدة - 27 يناير 1849 ببرايتون في المملكة المتحدة) هو لاعب كريكت بريطاني (وحمل سابقاً جنسية المملكة المتحدة لبريطانيا العظمى وأيرلندا ومملكة بريطانيا العظمى). لعب مع نادي مقاطعة ساسكس للكركيت ‏ ونادي مارليبون للكريكت ‏ وSussex county cricket teams ‏.